# Efimia Bandalac

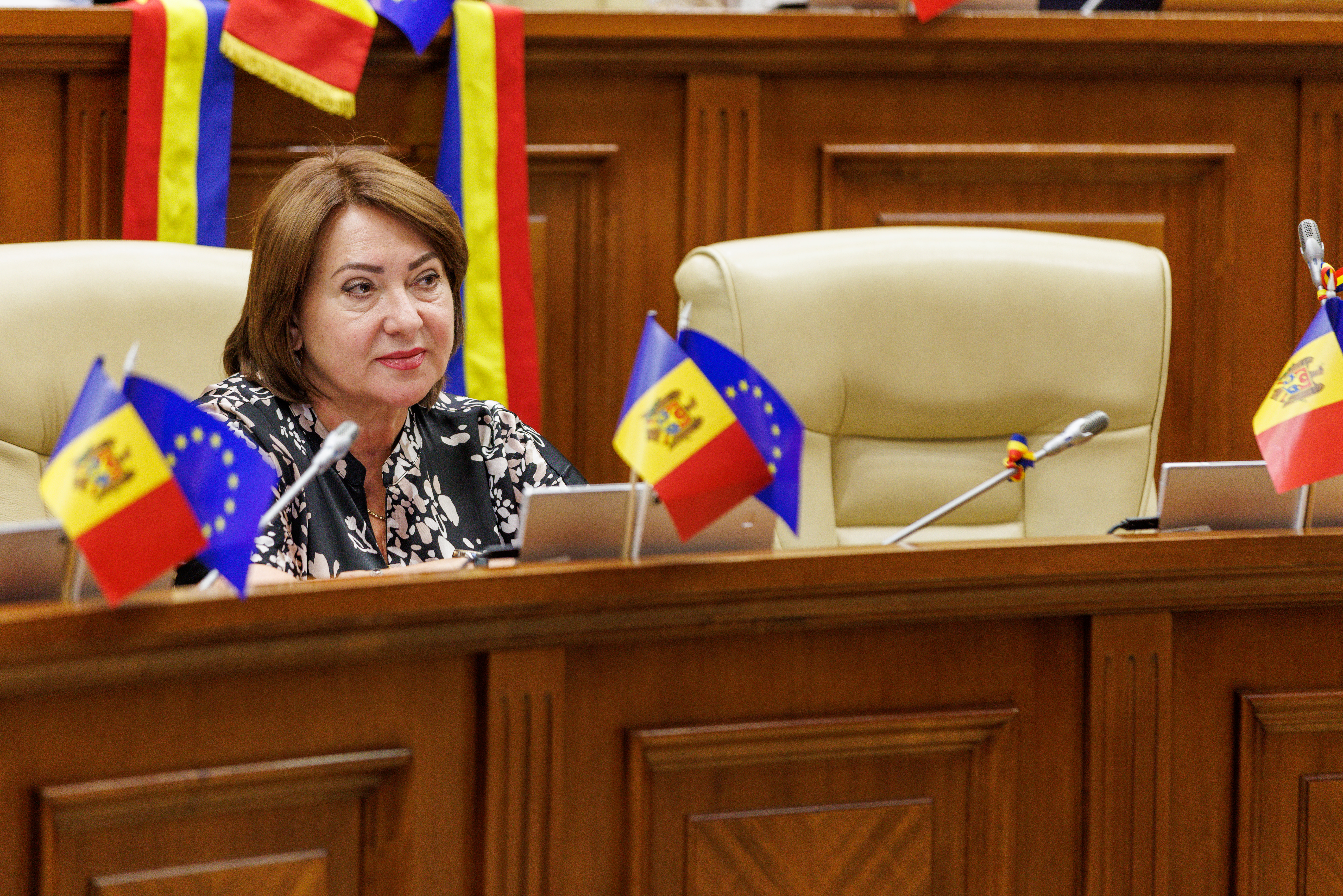
Efimia Bandalac (2024)

Efimia Petru Bandalac (* 6. April 1962 in Grimăncăuţi, Rajon Briceni) ist eine Politikerin der Partidul Acțiune și Solidaritate (PAS) in der Republik Moldau, die seit 2021 Mitglied des Parlaments ist.

## Leben
Efimia Petru Bandalac war nach dem Schulbesuch zwischen 1980 und 1987 Gerichtssekretärin am Bezirksgericht der Region Kamtschatka in Petropawlowsk-Kamtschatski tätig und begann zugleich 1980 ein Fernstudium am Unionsinstitut für Rechtswissenschaften in Moskau, welches sie 1986 als Diplom-Juristin beendete. Im Anschluss war sie zwischen 1987 und 1988 als Rechtsanwältin bei der Anwaltskammer der Region Kamtschatka zugelassen und arbeitete daraufhin von 1989 bis 1991 als Rechtsberaterin der „Banca de Economii Briceni“ tätig. Nach ihrer anwaltlichen Zulassung bei der Anwaltskammer (Uniunea avocaților) der Republik Moldau ist sie seit 1991 als Rechtsanwältin tätig. Ihr politisches Engagement begann sie 2011 und war zunächst bis 2015 Präsidentin des Rajon Briceni und war im Anschluss zwischen 2015 und 2017 Vizepräsidentin des Rajon Briceni.
Am 4. August 2020 wurde Efimia Bandalac Mitglied der Partidul Acțiune și Solidaritate PAS (Partei der Aktion und Solidarität) und fungierte zwischen 2020 und 2021 als Präsidentin der PAS in Briceni. Bei der Parlamentswahl am 11. Juli 2021 wurde sie für die PAS im Wahlbündnis ACUM Platforma DA și PAS zum Mitglied des Parlaments (Parlamentul Republicii Moldova) gewählt. Im Parlament ist sie derzeit Mitglied der Kommission für öffentliche Verwaltung und regionale Entwicklung(Comisia administrație publică și dezvoltare regională). Darüber hinaus engagiert sie sich in der Freundschaftsgruppe mit Kanada, der Freundschaftsgruppe mit der Schweizerischen Eidgenossenschaft, der Freundschaftsgruppe mit der Russischen Föderation, der Freundschaftsgruppe mit Japan sowie der Freundschaftsgruppe mit Montenegro.